# Compiègne
Compiègne ou, na sua forma portuguesa, Compienha é uma cidade francesa do departamento de Oise,  na região de Altos da França. A cidade está localizada à beira do rio Oise, e tem uma população de 41 254 (1999).

## Evolução da população
- 1882: 13 393
- 1990: 41 663 (municipal), 44 703 (total)
- 1999: 41 076 (municipal), 44 703 (total), 69903 (aglomeração), urbana (108  234)

## História
- 665 - São Wilfrid consagrado Bispo de York.
- Fevereiro de 888 - Odo I de Paris é coroado em Compiègne como rei dos Francos.
- 23 de maio de 1430 - Durante a Guerra dos Cem Anos, Joana d'Arc é capturada pelos borgonheses durante a tentativa de liberar Compiègne.
- 1630 - As tentativas de Maria de Médici para desestabilizar o Cardeal Richelieu acabaram por levá-la ao exílio em Compiègne, de onde ela escapou para Bruxelas em 1631.
- no dia 17 de julho de 1794 tem lugar a execução das Márties de Compiègne durante o período do Terror da Revolução Francesa.
- 11 de novembro de 1918 - A Primeira Guerra Mundial acaba, com o armistício assinado em Compiègne.
- 22 de junho de 1940 - Armistício entre a Alemanha Nazista e a derrotada França em Compiègne. Por exigência de Hitler, foi assinado exatamente no mesmo local e vagão que o de 1918, mas com os assentos invertidos.
- 1968 - O ponto de partida da famosa corrida ciclística de Paris-Roubaix foi trocado de Paris para Compiègne.
- 1972 - Criação da Universidade de Tecnologia de Compiègne por Guy Deniélou.[3]

## Memoriais no sítio do armistício de 1918
- Memorial da Alsácia-Lorena: uma representação de uma espada (simbolizando os Aliados) atravessando uma águia caída (simbolizando a Alemanha).
- Estátua do Marechal Foch.
- Placa comemorativa colocada no local exato da assinatura do armistício de 1918, onde se lê em francês Aqui, em 11 de novembro de 1918, sucumbiu o orgulho criminoso do Reich alemão. Vencido pelos povos livres que ele tentou escravizar. Essa placa foi desmontada e levada para a Alemanha em 1940. Foi recolocada depois da Segunda Guerra Mundial.
- Cópia do vagão onde o cessar-fogo foi assinado (o original foi destruído na Alemanha no final da Segunda Guerra Mundial).

## Cidades irmãs

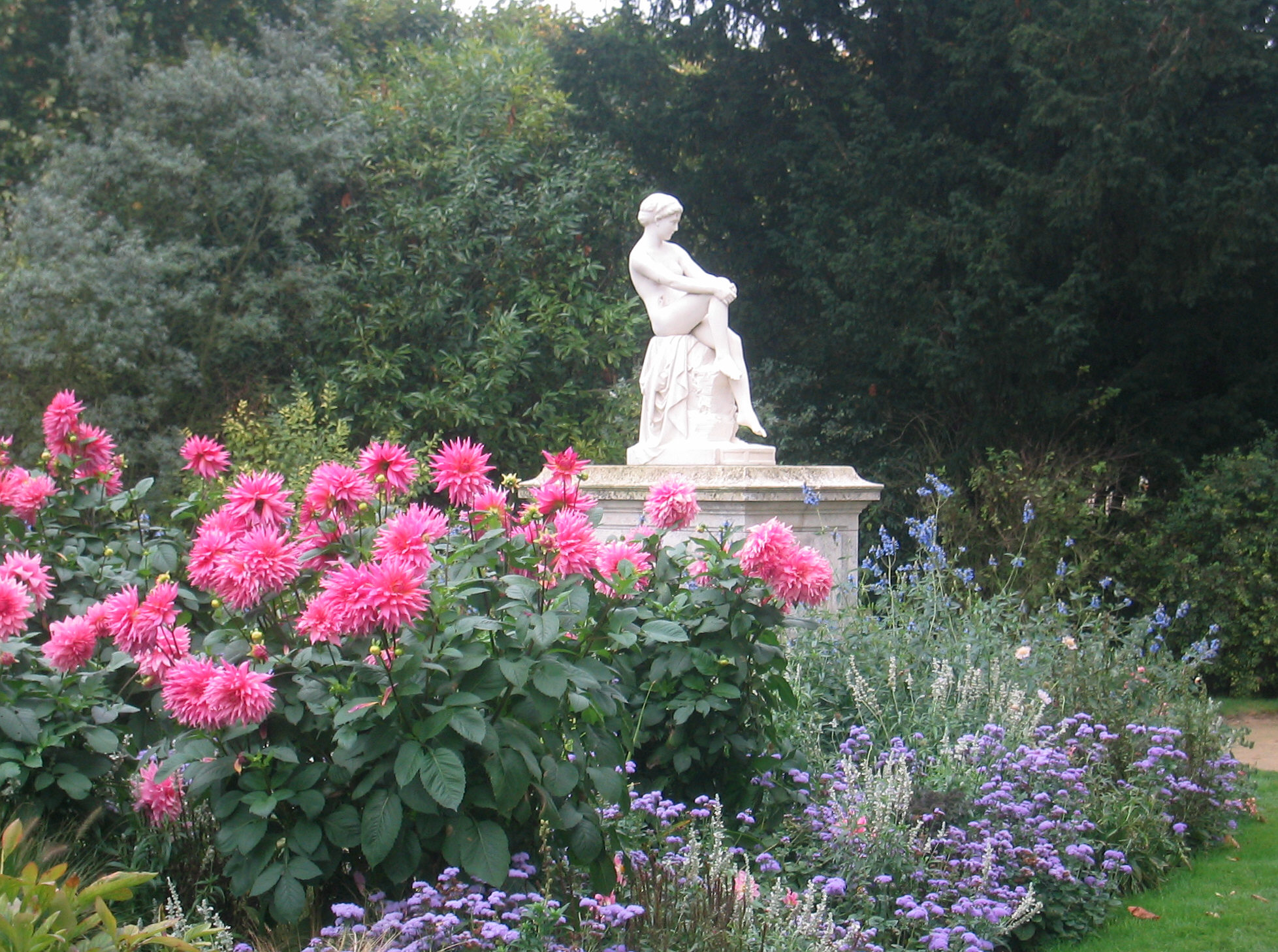
Parque do castelo de Compiègne

- Landshut, Alemanha, desde 1962
- Huy, Bélgica, desde 1959
- Raleigh, Estados Unidos, desde 1989
- Kiryat Tivon, Israel, desde 1988
- Arona, Itália, desde 1962
- Vianden, Luxemburgo, desde 1964
- Shirakawa, Japão, desde 1988
- Elblag, Polônia, desde 2002
- Bury St Edmunds, Inglaterra, desde 1967
- Guimarães, Portugal desde 2006